# Vollenhovia ambitiosa
Vollenhovia ambitiosa é uma espécie de formiga do gênero Vollenhovia, pertencente à subfamília Myrmicinae.